# Trapezoide pentagonal

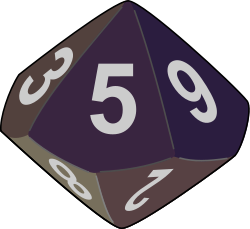
um dado de 10 faces

Um dado de 10 faces, também conhecido como d10 é um tipo de dado de formato trapezóide pentagonal usado em jogos de mesa (principalmente em  RPGs).